# Франсис Райт
Франсис Райт (наричана още Фани Райт; от англ. Frances Wright и Fanny Wright) е родена в Шотландия американска свободомислеща писателка, лектор, феминистка, аболиционистка и социална реформаторка.
Става гражданка на САЩ през 1825 г. Същата година основава комуната Нашоба в Тенеси като утопично общество, целящо да подготви освободени чернокожи роби за еманципация чрез егалитарно пространство. Комуната просъществува едва три години. Най-голямо известност като критик на новата американска нация ѝ носи книгата „Възгледи за обществото и маниерите в Америка“ (Views of Society and Manners in America, 1821).